# Henry Baker Tristram
Henry Baker Tristram FRS (ur. 11 maja 1822, zm. 8 marca 1906) – angielski duchowny, badacz Biblii, podróżnik i ornitolog. Jako pastor-przyrodnik był jednym z pierwszych, choć krótkotrwałych, zwolenników darwinizmu, próbując pogodzić ewolucję ze stworzeniem.

## Biografia
Był synem ks. Henry’ego Bakera Tristrama, urodzony na plebanii Eglingham, niedaleko Alnwick w Northumberland. Studiował w Durham School i Lincoln College w Oksfordzie. W 1846 przyjął święcenia kapłańskie.

## Praca w dyplomacji, naukowa i misyjna
Tristram był sekretarzem gubernatora Bermudów w latach 1847–1849. Badał Saharę, a w 1858 odwiedził Palestynę, powracając tam w 1863 i 1872 i dzieląc swój czas między obserwacje przyrodnicze i identyfikację miejsc wspomnianych w Starym i Nowym Testamencie. W 1873 został kanonikiem katedry w Durham. W 1881 ponownie udał się do Palestyny, Libanu, Mezopotamii i Armenii. Odbył również drugą podróż do Japonii, aby odwiedzić swoją córkę, Katherine Alice Salvin Tristram, w 1891. Była ona misjonarką i nauczycielką w Osace. Była pierwszą kobietą misjonarką z Church Missionary Society, która miała stopień naukowy.
W 1858 przeczytał równocześnie opublikowane prace Charlesa Darwina i Alfreda Russela Wallace’a, które zostały odczytane w Linnean Society, i opublikował artykuł w „Ibis”, stwierdzając, że biorąc pod uwagę serię około 100 różnych gatunków skowronków przede mną... nie mogę oprzeć się przekonaniu o słuszności poglądów przedstawionych przez panów Darwina i Wallace'a. Próbował pogodzić tę wczesną akceptację ewolucji ze stworzeniem. Po słynnej debacie oksfordzkiej między Thomasem Henrym Huxleyem i Samuelem Wilberforce’em, Tristram, po wczesnej akceptacji teorii, odrzucił darwinizm.
Tristram był założycielem i pierwotnym członkiem British Ornithologists’ Union, a w 1868 został mianowany członkiem Royal Society. Edward Bartlett, angielski ornitolog i syn Abrahama Dee Bartletta, towarzyszył Tristramowi w podróży do Palestyny w latach 1863–1864. Podczas swoich podróży Tristram zgromadził obszerną kolekcję ptasich skór, którą sprzedał do World Museum Liverpool.

## Opublikowane prace
Publikacje Tristrama obejmowały:
- The Great Sahara (1860)
- The Land of Israel, a Journal of Travels in Palestine, Undertaken with Special Reference to Its Physical Character (1865)
- The Natural History of the Bible (1867); 10th edition (1911)
- Scenes in the East (1870)
- The Daughters of Syria (1872)
- Land of Moab (1874)
- Pathways of Palestine (1882)
- The Fauna and Flora of Palestine (1884)
- The Survey of Western Palestine: The Fauna and Flora of Palestine (1884)
- Eastern Customs in Bible Lands (1894) and Rambles in Japan (1895)

## Dziedzictwo
Jego imieniem nazwano wiele ptaków, w tym: czarnotek arabski (Onychognathus tristramii), pokrzewka algierska – angielska nazwa Tristram's warbler, Dryocopus javensis richardsi – podgatunek dzięcioła białobrzuchego, Tristram's woodpecker, kulczyk syryjski – jedna z nazw angielskich Tristram's serin, nawałnik żałobny – Tristram's storm petrel. Użyczył również swojego imienia myszoskoczkowi Meriones tristrami (suwak anatolijski), znanemu także jako Tristram's jird. Jest on również upamiętniony w naukowej nazwie gatunku jaszczurki Acanthodactylus tristrami.

## Życie prywatne
Ożenił się z Eleanor Mary Bowlby w Cheltenham 5 lutego 1850 roku. Wśród ich ośmiorga dzieci była misjonarka i nauczycielka Katherine Alice Salvin Tristram.